# Mariano Venero
Mariano Venero fue un político peruano. 
Reconocido vecino de la provincia de Paucartambo por la que participó en diversas elecciones, fue elegido como miembro de la Convención Nacional del Perú (1855) por la provincia de  entre 1855 y 1857 que, durante el segundo gobierno de Ramón Castilla, elaboró la Constitución de 1856, la sexta que rigió en el país.